# فيليب إيجرتون (لاعب كريكت)
فيليب إيجرتون (بالإنجليزية: Philip Reginald Egerton)‏ (1832 - 1911) هو لاعب كريكت بريطاني (وحمل سابقاً جنسية المملكة المتحدة لبريطانيا العظمى وأيرلندا).